# Laura Nolte
Laura Nolte (n. 23 noiembrie 1998, Unna, Renania de Nord-Westfalia, Germania) este o sportivă ce a reprezentat Germania, medaliată olimpică. A participat la o ediție a Jocurilor Olimpice (2022) în care a câștigat o medalie de aur.